# Ugo IX di Lusignano
Ugo IX di Lusignano (1163  circa – Damietta, 5 novembre 1219) fu signore di Lusignano dal 1173, conte de La Marche dal 1199 e conte d'Angoulême dal 1216 alla sua morte.

## Biografia

### Infanzia e giovinezza
Secondo la Chronica Albrici Monachi Trium Fontium, Ugo era il figlio primogenito del reggente della signoria di Lusignano, Ugo il Bruno e, secondo un documento del Recueil des documents de l’abbaye de Fontaine-le-Comte (non consultato), della moglie, Orengarda, di cui non si conoscono gli ascendenti.
Secondo il documento n° 214, datato 1152, del Chartes de l'abbaye de Nouaillé de 678 à 1200, Ugo il Bruno di Lusignano era figlio primogenito dell'ottavo Signore di Lusignano, Ugo VIII, detto il Vecchio o il Bruno ("le Vieux ou le Brun") e di Bourgogne de Rançon, come conferma anche lo storico americano, Sidney Painter, nel suo The Lords of Lusignan in the Eleventh and Twelfth Centuries.
Bourgogne de Rançon, ancora secondo The Lords of Lusignan in the Eleventh and Twelfth Centuries era figlia di Goffredo di Rançon e Falsifie, dama di Moncontour.
Nel 1166, molto probabilmente morì sua madre, Orengarda; in quella data, infatti, suo padre, Ugo il Bruno, secondo un documento del Recueil des documents de l’abbaye de Fontaine-le-Comte (non consultato), fece una donazione in suffragio dell'anima della moglie, in cui viene citato anche Ugo.

### Primo matrimonio
Secondo le Europäische Stammtafeln, vol III cap. 4 (non consultate), Ugo IX sposò in prime nozze Agata di Preully, che secondo il Recueil des chartes de l'abbaye de Saint-Benoît-sur-Loire (Paris), Vol. II (non consultato), era figlia di Pietro II Montrabel de Preuilly-Vendôme. Ugo, all'incirca nel 1189, divorziò da Agata, che si risposò con il visconte di Brosses.

### Signore di Lusignano

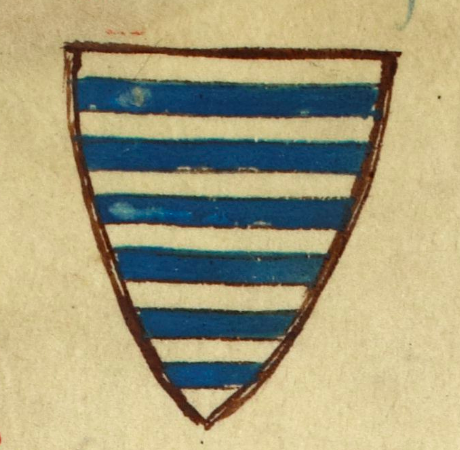
Lo stemma dei Lusignano nellHistoria anglorum

Suo padre, Ugo il Bruno, non avendo più notizie del padre (il nonno di Ugo), dal 1167, si appropriò del titolo di signore di Lusignano (Hugo Brunus dominus Lizinniaci), come si definisce nel documento n° LXXII del Cartulaire de l'abbaye de Notre-Dame de la Merci-Dieu : autrement dite de Bécheron inerente ad una donazione, mentre in un altro documento di donazione del Cartulaire et chartes de l'abbaye de l'Absie, del 1166 (non consultato), si era definito figlio del signore di Lusignano e per questo in alcuni elenchi viene citato come Ugo IX di Lusignano e secondo lo storico americano, Sidney Painter, nel suo The Lords of Lusignan in the Eleventh and Twelfth Centuries molto probabilmente venne riconosciuto nella signoria come Ugo IX.
Non si conosce la data esatta della morte di Ugo il Bruno; secondo Sidney Painter morì nel 1168. Il fratello (lo zio di Ugo) Goffredo, nel 1169, secondo un documento del Cartulaire et chartes de l'abbaye de l'Absie (non consultato) fece una donazione in suffragio della sua anima.
Non si hanno notizie circa la morte del nonno, Ugo VIII, che, secondo lo storico delle Crociate, Guglielmo di Tiro, che fu arcivescovo della città di Tiro, nell'odierno Libano, nella sua Historia rerum in partibus transmarinis gestarum, era prigioniero di Norandino ad Aleppo. Si presume sia avvenuta nel 1173; in quella data il nipote Ugo, figlio di Ugo il Bruno di Lusignano (morto nel 1169 circa), assunse il titolo di signore di Lusignano, Ugo IX.

### Conte di La Marche

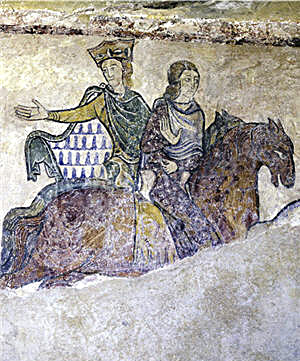
Eleonora d'Aquitania in un antico dipinto, a cavallo

Secondo la Chronica Albrici Monachi Trium Fontium, Ugo, alla morte del Re d'Inghilterra e Conte de La Marche, Riccardo Cuor di Leone, attirò la regina madre, Eleonora d'Aquitania, Contessa di Poitiers, da cui dipendeva il feudo de La Marche, e la costrinse ad assegnarlo a lui (Ugo), anziché al legittimo successore di Riccardo, Giovanni Senza Terra; anche il cronista, monaco e bibliotecario de l'Abbazia di San Marziale di Limoges, Bernard Itier, conferma l'avvenimento.
In quel periodo, Ugo IX fece anche un viaggio a Gerusalemme; infatti, secondo il documento n° X del Cartulaire de l'abbaye royale de Notre-Dame des Châtelliers, datato circa 1200, Ugo, in partenza per Gerusalemme si raccomanda al fratello, Rodolfo, conte di Eu, ed al figlio, Ugo, di proteggere l'abbazia stessa.

### Secondo matrimonio
In seconde nozze, verso il 1200, Ugo sposò Matilde Tagliaferro d'Angouleme, figlia ed erede del Conte d'Angouleme, Vulgrino III, che fu esclusa dalla successione dagli zii (fratelli del padre), Guglielmo e Ademaro.
Ugo
da Matilde non ebbe figli.

### Politiche matrimoniali

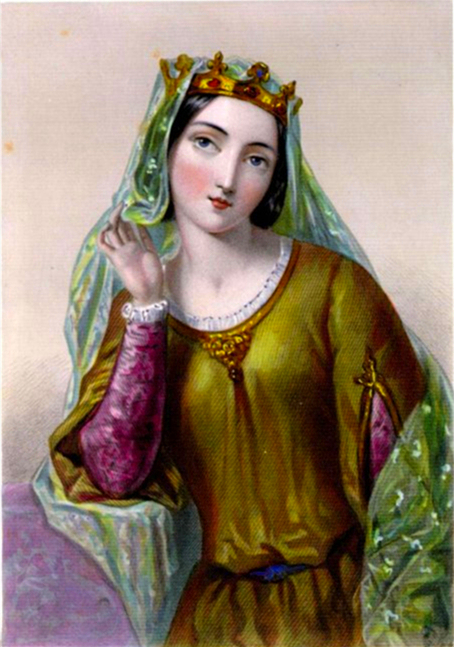
Isabella d'Angoulême

Tra il 1199 ed il 1200, Ugo fidanzò il proprio figlio ed erede, Ugo, con Isabella, figlia ed erede del Conte d'Angouleme, Ademaro III, che aveva ambito la Contea de La Marche; questa pacificazione fu favorita dal loro feudatario, il Re d'Inghilterra e Duca d'Aquitania, Giovanni Senza Terra, che, nel 1200, era intervenuto in prima persona, ma fu attratto dalla bellezza di Isabella (secondo alcuni storici, non fu solo la bellezza di Isabella, ma il timore della futura potenza dei Lusignano), e, avuta l'approvazione di Ademaro III, sposò Isabella, sottraendola ai Lusignano. Anche il Radulphi de Coggeshall Chronicon Anglicanum fa riferimento a questa vicenda quando ricorda che Ugo IX di Lusignano, che nel 1200, aveva giurato fedeltà a Giovanni Senza Terra, nel 1202, assieme al fratello, Rodolfo, che era conte di Eu, si ribellò a Giovanni Senza Terra, schierandosi col Re di Francia, Filippo II Augusto.

### Prigionia

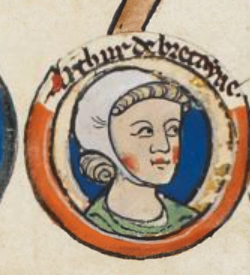
Arturo I di Bretagna

Nel corso della guerra, Ugo IX si trovò a fianco di Arturo I di Bretagna, nipote di Giovanni Senza Terra, nel porre l'assedio al castello di Mirebeau, dove si era ritirata Eleonora d'Aquitania, nonna di Arturo e madre di Giovanni, che fu chiamato ad aiutare la madre; il 31 luglio 1202, Arturo venne sorpreso dalle forze di Giovanni e fu fatto prigioniero assieme a Ugo IX ed altri. Mentre Arturo fu relegato in diverse prigioni, Ugo IX ed altri furono liberati dietro giuramento che sarebbero rimasti fedeli a Giovanni.
Nel 1209, secondo il documento n° 1182 del Catalogue des actes de Philippe-auguste, suo fratello, Rodolfo, prestò giuramento di fedeltà a Filippo II Augusto come conte di Eu ed a nome di Ugo IX, come Conte de La Marche e visconte di Châtellerault.

### Pace con Giovanni Senza Terra

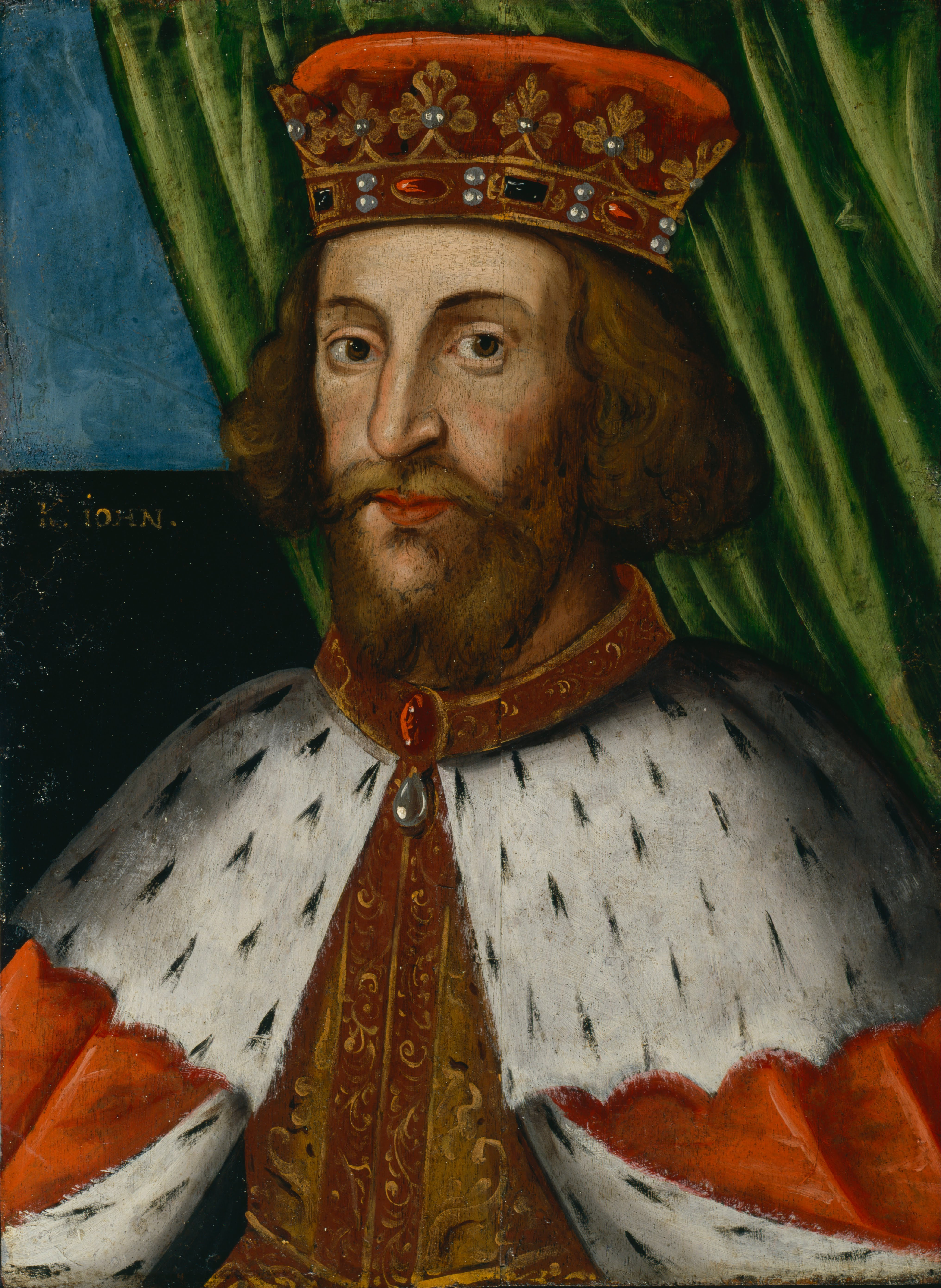
Ritratto di Giovanni Senza Terra

Ugo IX ed il fratello, Rinaldo fecero pace con Giovanni Senza Terra, nel 1214, quando secondo il Rotuli chartarum in Turri Londinensi asservati fu concordato il fidanzamento tra il figlio ed erede di Ugo, anche lui di nome Ugo e Giovanna, la figlia di Giovanni Senza Terra e Isabella d'Angoulême, sua vecchia fidanzata; ed assieme allo zio, Goffredo, che era stato Conte di Giaffa e Ascalona, Ugo IX e Rinaldo prestarono giuramento di fedeltà a Giovanni.
Nel 1216, alla morte di Giovanni Senza Terra, Ugo, a nome della moglie, contestò alla cugina Isabella la Contea d'Angoulême, appropriandosi del titolo.

### Spedizione in Terra Santa
Nel 1218, Ugo IX partì per Gerusalemme, come ci viene confermato dal documento n° XX del Cartulaire de l'abbaye royale de Notre-Dame des Châtelliers, datato 1218, in cui confermate ai monaci dell'abbazia le concessioni, che già avevano ricevuto da un suo avo nel 1171, e si unì alla V crociata.

### Morte
Ugo IX morì il giorno della conquista di Damietta, da parte dei Crociati, il 5 novembre 1219, come ci viene confermato dalla Histoire de Vierzon et de l’abbaye de Saint-Pierre (Paris) (non consultato).
A Ugo IX succedette il figlio Ugo, come Ugo X.

## Discendenza
Ugo IX da Agata di Preully ebbe due figli:
- Ugo signore di Lusignano, Conte de La Marche e Conte d'Angoulême;
- Agata, moglie di Goffredo V di Pons.

## Ascendenza
|                       |   |                        | Genitori            |  |  | Nonni |  |  | Bisnonni             |  |  | Trisnonni           |  |
|                       |   |                        |                     |  |  |       |  |  | Ugo VII di Lusignano |  |  | Ugo VI di Lusignano |  |
|                       |   |                        |                     |  |  |       |  |  | Ugo VII di Lusignano |  |  | Ugo VI di Lusignano |  |
|                       |   | Ildegarda de Thouars   |                     |  |  |       |  |  | Ugo VII di Lusignano |  |  |                     |  |
| Ugo VIII di Lusignano |   |                        |                     |  |  |       |  |  | Ugo VII di Lusignano |  |  |                     |  |
|                       |   | Saracena de Lezay      | …                   |  |  |       |  |  |                      |  |  |                     |  |
|                       |   | Saracena de Lezay      | …                   |  |  |       |  |  |                      |  |  |                     |  |
|                       |   | Saracena de Lezay      | …                   |  |  |       |  |  |                      |  |  |                     |  |
| Ugo di Lusignano      |   | Saracena de Lezay      |                     |  |  |       |  |  |                      |  |  |                     |  |
|                       |   | Geoffroy de Rançon     | Aimery de Rançon    |  |  |       |  |  |                      |  |  |                     |  |
|                       |   | Geoffroy de Rançon     | Aimery de Rançon    |  |  |       |  |  |                      |  |  |                     |  |
|                       |   | Geoffroy de Rançon     | Bourgogne de Nevers |  |  |       |  |  |                      |  |  |                     |  |
| Bourgogne de Rançon   |   | Geoffroy de Rançon     |                     |  |  |       |  |  |                      |  |  |                     |  |
|                       |   | Fossilia de Moncontour | …                   |  |  |       |  |  |                      |  |  |                     |  |
|                       |   | Fossilia de Moncontour | …                   |  |  |       |  |  |                      |  |  |                     |  |
|                       |   | Fossilia de Moncontour | …                   |  |  |       |  |  |                      |  |  |                     |  |
| Ugo IX di Lusignano   |   | Fossilia de Moncontour |                     |  |  |       |  |  |                      |  |  |                     |  |
|                       | … | …                      |                     |  |  |       |  |  |                      |  |  |                     |  |
|                       | … | …                      |                     |  |  |       |  |  |                      |  |  |                     |  |
|                       | … | …                      |                     |  |  |       |  |  |                      |  |  |                     |  |
| …                     | … |                        |                     |  |  |       |  |  |                      |  |  |                     |  |
|                       |   | …                      | …                   |  |  |       |  |  |                      |  |  |                     |  |
|                       |   | …                      | …                   |  |  |       |  |  |                      |  |  |                     |  |
|                       |   | …                      | …                   |  |  |       |  |  |                      |  |  |                     |  |
| Orengarda             |   | …                      |                     |  |  |       |  |  |                      |  |  |                     |  |
|                       |   | …                      | …                   |  |  |       |  |  |                      |  |  |                     |  |
|                       |   | …                      | …                   |  |  |       |  |  |                      |  |  |                     |  |
|                       |   | …                      | …                   |  |  |       |  |  |                      |  |  |                     |  |
| …                     |   | …                      |                     |  |  |       |  |  |                      |  |  |                     |  |
|                       |   | …                      | …                   |  |  |       |  |  |                      |  |  |                     |  |
|                       |   | …                      | …                   |  |  |       |  |  |                      |  |  |                     |  |
|                       |   | …                      | …                   |  |  |       |  |  |                      |  |  |                     |  |
|                       |   | …                      |                     |  |  |       |  |  |                      |  |  |                     |  |

### Fonti primarie
- (LA)  Cartulaire de l'abbaye de Notre-Dame de la Merci-Dieu : autrement dite de Bécheron.
- (LA)  Chartes et documents pour servir à l'histoire de l'abbaye de Saint-Maixent, vol 1.
- (LA)  Chartes de l'abbaye de Nouaillé de 678 à 1200
- (LA)  Historia rerum in partibus transmarinis gestarum, liber XIX
- (LA)  Monumenta Germaniae Historica, Scriptores, tomus XXIII
- (LA)  Catalogue des actes de Philippe-auguste.
- (LA)  Cartulaire de l'abbaye royale de Notre-Dame des Châtelliers
- (LA)  Radulphi de Coggeshall Chronicon Anglicanum
- (LA)  Rotuli chartarum in Turri Londinensi asservati, vol.1.
- (LA)  Recueil des historiens des Gaules et de la France. Tome 12.

### Letteratura storiografica
- (EN)  The Lusignan family in the 11th & 12th centuries
- Frederik Maurice Powike, "I regni di Filippo Augusto e Luigi VIII di Francia", Storia del mondo medievale, cap. XIX, vol. V, 1999, pp. 776–828
- Frederik Maurice Powike, "Inghilterra: Riccardo I e Giovanni", Storia del mondo medievale, cap. IV, vol. VI, 1999, pp. 143–197